# Rhynia
Rhynia é um gênero Parafilético (Com somente uma espécie) de plantas vasculares do período Devoniano. A espécie Rhynia gwynne-vaughanii foi a geração esporófita de uma planta terrestre embriofítica diplohaplôntica vascular, axial e de esporos livres do período Devoniano Inferior que tinha características anatômicas mais avançadas do que as das briófitas (musgos). Rhynia gwynne-vaughanii faz parte de um grupo irmão de todos os outros eutraqueófitos, que é um grupo que incluí as plantas vasculares modernas.

## Descrição
Rhynia gwynne-vaughanii foi descrita pela primeira vez como uma nova espécie por Robert Kidston e William H. Lang em 1917. A espécie é conhecida apenas a partir do Cherte de Rhynie em Aberdeenshire, na Escócia, onde cresceu nas proximidades de uma fonte termal rica em sílica. Rhynia era uma planta vascular, e cresceu em associação com outras plantas vasculares, como Asteroxylon mackei, um provável ancestral dos Licopódios modernos, e com Plantas Pré-vasculares. A espécie mais conhecida encontrada no sílico córneo em Rhynie, na Escócia, foi Rhynia major, atualmente classificada como Aglaophyton major.
Por mais de seis década, R. major foi considerada uma planta vascular. Então foi demonstrado que as células que formavam o cordão central de tecido condutor não tinham os espessamentos de parede típicos de traqueídes. Emvez de serem traqueídes, estas células são mais parecidas aos hidroides dos musgos atuais. Por esta razão, essa planta fóssil foi transferida do gênero Rhynia para Aglaophyton, um novo gênero. A. major, com seus eixos ramificados e múltiplos esporângios, pode representar um estágio intermediário – conhecido como protraqueófita – na evolução das plantas vasculares e provavelmente não deverá permanecer no filo Rhyniophyta.

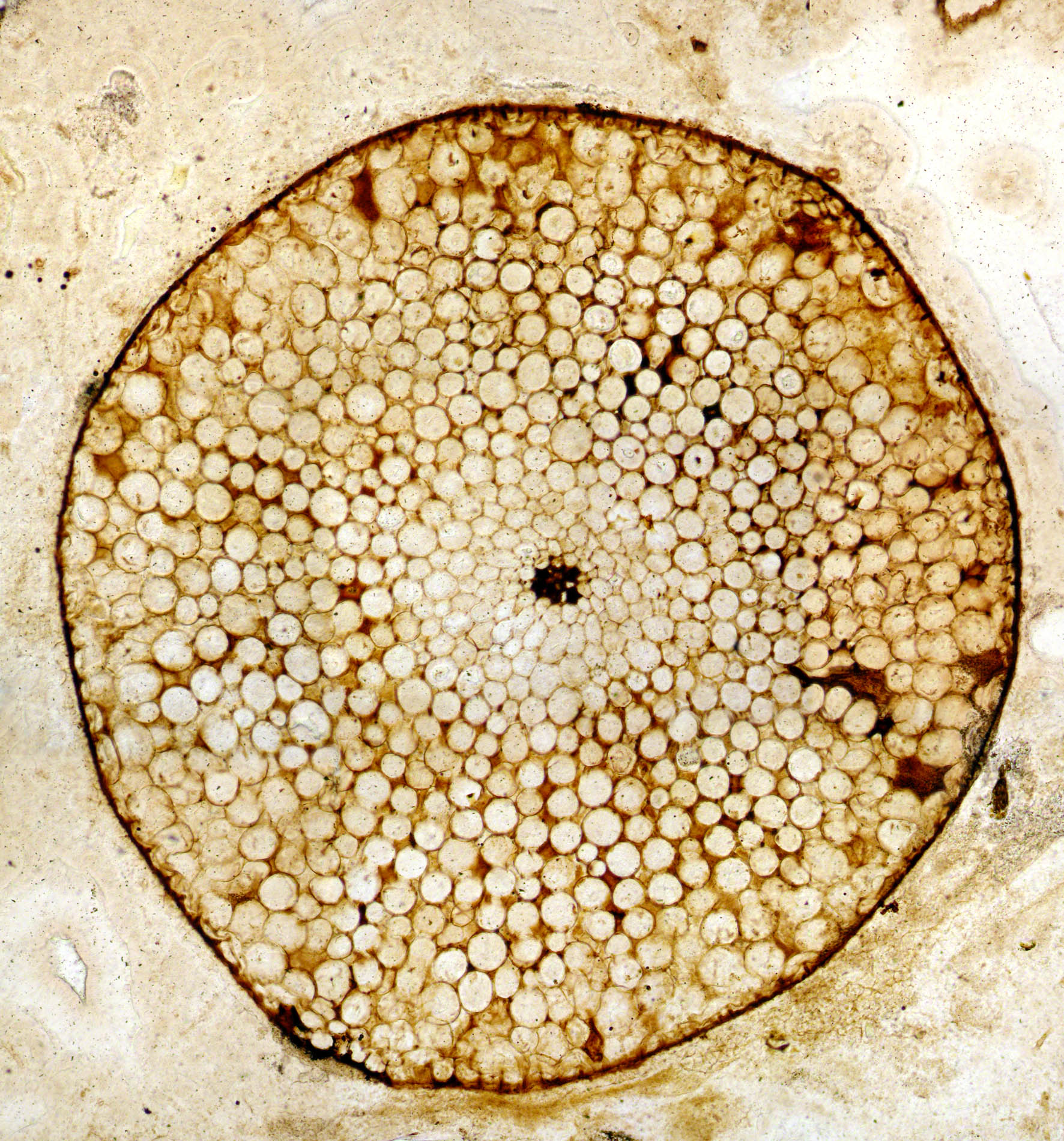
Seção transversal de um caule da Espécie Rhynia gwynne-vaughanii, datada do Devoniano Inferior, encontrada no cherte de Rhynie

Pode ser que o Gênero Rhynia tenha tido ramos laterais decíduos, que foram usados para serem dispersados lateralmente acima do substrato. talvez a planta possa ter tido populações clonais.
A evidência de uma geração gametófita do gênero Rhynia foi descrita como sendo na forma de tufos aglomerados de caules diminutos com apenas alguns milímetros de altura, com o nome sendo Remyophyton delicatum. Como os da espécie Aglaophyton major. e Nothia aphylla os gametófitos do gênero Rhynia eram dioicos, Carregando gametângios machos e fêmeas em diferentes eixos. Um achado significativo é que os eixos dos gametófitos eram vasculares, ao contrário de quase todos os gametófitos das pteridófitas modernas, exceto os gametófitos de Psilotum. normalmente, este gênero tinha cerca de 18 centímetros de altura e possuía células condutoras de água chamadas traqueídeos em seu caule, muito parecidos com as da maioria das plantas vivas. Raízes subterrâneas conectavam suas hastes acima do solo, essas hastes eram fotossintéticas.

## Taxonomia
Duas espécies do gênero Rhynia foram inicialmente descritas por R. Kidston e W. H. Lang que foram achadas no cherte de Rhynie, que foram: Rhynia gwynne-vaughnii em 1917, e Rhynia major em 1920. Rhynia gwynne-vaughanii foi nomeada por Kidston e Lang em homenagem do seu amigo e botânico David Thomas Gwynne-Vaughan.